# Caralluma socotrana
Espèce
Classification phylogénétique
Caralluma socotrana est une espèce de plantes à fleurs de la famille des Apocynaceae.
Malgré son nom, elle n'est pas endémique à Socotra. On la trouve également en Somalie, en Éthiopie et au Kenya. 